# 발산로 (서울)
발산로(Balsan-ro)는 서울특별시 강서구 외발산동에서 내발산동까지 연결하는 서울특별시도이다. 이름이 유래된 것은 내발산동 및 외발산동의 명칭을 인용하여 제정되었다.

## 역사
- 2010년 6월 30일 : 도로명으로 발산로를 고시

## 주요 경유지
- 강서구
  - 외발산동[1]

## 접촉하는 도로
- 남부순환로
- 방화대로
- 마곡서로 (직결)

## 주요 건물 및 시설
- 수협공판장 (발산로 24/외발산동 424)
- 강서농산물시장 (발산로 40/외발산동 427)